# Mushoku Tensei
Mushoku Tensei: Isekai Ittara Honki Dasu (無職転生　異世界行ったら本気だす), també coneguda com a Mushoku Tensei: Jobless Reincarnation o com a Mushoku Tensei: Reencarnación desde cero a Espanya, és una novel·la web japonesa escrita per Rifujin na Magonote, publicada originalment en el lloc web Shōsetsuka ni Narō entre el 22 de novembre de 2012 i el 3 d'abril de 2015. Aquesta sèrie de novel·les lleugeres va començar la seva publicació al 23 de gener de 2014, sota el segell MF Books de Media Factory i amb il·lustracions realitzades per ShiroTaka, un usuari de Pixiv.
L'adaptació al manga, amb l'art de Yuka Fujikawa, va començar la serialització en l'edició de juny de 2014 de Monthly Comic Flapper i un spin-off de Shoko Iwami es va publicar al lloc ComicWalker de Kadokawa des de desembre de 2017. Una adaptació al anime de Studio Bind es va emetre de gener a desembre de 2021. El juliol de 2023 es va estrenar la segona temporada que va acabar el juliol de 2024.

## Sinopsi
Un Otaku de 34 anys d'edat és expulsat de la seva casa per la seva família per ser un «NEET». Poc atractiu i sense diners, descobreix que no te lloc pel qual sortir, en aquest moment és quan lamenta no haver-se esforçat més. Penedint-se de tots els seus errors, dels quals sempre estava escapant, pensa que la seva vida hagués estat molt millor d'haver pres millors decisions en el passat. Just quan estava a punt de rendir-se, va veure un camió que circulava a gran velocitat cap a tres estudiants de secundària en el seu camí. Reunint tota la força que tenia, va tractar de salvar-los però va acabar sent atropellat pel camió, perdent la vida.
En obrir els seus ulls va descobrir que hi havia reencarnat en un món d'espases i màgia, ara s'anomena Rudeus Greyrat. Nascut en un món nou, amb una vida nova, Rudeus decideix que «Aquesta vegada, realment viuré la meva vida al màxim sense cap penediment!» Així, comença el viatge d'un home anhelant reiniciar la seva vida.